# Dejan Savićević
Dejan Savićević (ur. 15 września 1966 w Titogradzie) – czarnogórski piłkarz i trener piłkarski. W trakcie kariery piłkarskiej grał na pozycji ofensywnego pomocnika. Mierzył 182 cm wzrostu i ważył 78 kg. Nosił przydomek „Il Genio”.

## Kariera klubowa

### Początki w Titogradzie
Savićević urodził się w Titogradzie (obecnie Podgorica), jako syn Vladimira Savićevicia i Vojislavy Đurović. Jego pierwszym klubem był szkolący juniorów OFK Titograd. Mając niespełna 16 lat trafił do Budućnosti Titograd. W pierwszej lidze Jugosławii zadebiutował w 1983 roku, a jego klub utrzymał się w lidze zajmując 14. pozycję. W kolejnym sezonie (1983/1984) sytuacja klubu była podobna. Budućnost ponownie walczyła o utrzymanie, a Savićević grywał już więcej, ale wciąż był jeszcze zbyt młodym zawodnikiem, by przedrzeć się do pierwszej jedenastki. Zdołał zdobyć jednak swojego premierowego gola w lidze, a łącznie rozegrał 7 meczów. Sezon 1984/1985 był już jednak dużo bardziej udany. 18-letni wówczas Savićević był jednym z odkryć ligi, wywalczył miejsce na środku pomocy klubu z Titogradu i zdołał zdobyć 6 bramek w lidze (rozegrał 29 meczów). Klub jednak rok w rok walczył o utrzymanie i nie odnosił przez to większych sukcesów. Status gwiazdy Budućnosti Dejan Savićević potwierdził w sezonie 1985/1986, gdy stał się z 10 bramkami najlepszym strzelcem klubu. Także w dwóch kolejnych sezonach Dejan Savićević popisywał się skutecznością. Dorobek bramkowy w sezonie 1986/87 to 9 bramek, zaś 1987/1988 to 10. Opuszczając zespół Budućnosti miał na koncie 130 rozegranych meczów i 36 bramek.

### Crvena zvezda Belgrad
Latem 1988 Savićeviciem interesowały się już wówczas wszystkie kluby z czołówki ekstraklasy jugosłowiańskiej z belgradzkimi Crveną zvezdą, Partizanem, a także Hajdukiem Split, Dinamem Zagrzeb i Vojvodiną Nowy Sad na czele. Dejan Savićević miał trudności w wyborze właściwej oferty i ostatecznie wybrał Crveną zvezdę. Jednak stracił cały sezon 1988/89, gdyż był zmuszony odbyć służbę wojskową w jugosłowiańskiej armii. Latem 1989 powrócił do piłki nożnej i z miejsca stał się podstawowym graczem „Czerwonej Gwiazdy”. Był czołową postacią klubu, który wywalczył dublet na jugosłowiańskich boiskach – mistrzostwo oraz Puchar Jugosławii. Savićević rozegrał wówczas 29 meczów zdobywając 10 goli.
Przełom w karierze Savićevicia nastąpił jednak rok później. Drużyna prowadzona przez trenera Ljupko Petrovicia robiła furorę w Pucharze Mistrzów. W pierwszej rundzie z kwitkiem odprawiła szwajcarski Grasshoppers Zurych, w drugiej stała się pogromcą szkockiego Rangers F.C. W ćwierćfinale Crvena zvezda w pierwszym meczu pokonała 3:0 mistrza NRD Dynamo Drezno. W rewanżu w Dreźnie prowadziła 2:1, jednak na skutek zamieszek na trybunach mecz został przerwany w 78. minucie i ostatecznie zweryfikowany jako walkower 3:0 dla Jugosłowian. Także w półfinale Savićević ze swoim klubem grał wspaniale. Pokonali oni na wyjeździe Bayern Monachium 2:1, a w rewanżu zremisowali 2:2 i to właśnie piłkarze belgradzkiego klubu awansowali do finału. 29 maja 1991 na Stadio San Nicola w Bari w meczu z Olympique Marsylia przez 90 minut utrzymywał się rezultat 0:0 (Dejan Savićević w 84 minucie został zmieniony przez Vladę Stošicia) i podobnie było w dogrywce. O wyniku meczu zadecydowały rzuty karne, w których „Czerwona Gwiazda” wygrała 5:3 i stała się pierwszym jugosłowiańskim klubem, który zdobył to trofeum. Na boiskach Jugosławii Crvena zvezda także nie miała sobie równych i po raz drugi z rzędu została mistrzem kraju. W swoim drugim mistrzowskim sezonie Savićević rozegrał 25 ligowych meczów i zdobył 8 goli. Podsumowaniem udanego roku 1991 było to, że Dejan Savićević jako lider swojego zespołu został uhonorowany przez czasopismo France Football drugim miejscem w plebiscycie na Najlepszego Piłkarza Europy („Złotą Piłkę” dostał wówczas Jean-Pierre Papin grający w pokonanej przez Crveną zvezdę Olympique Marsylia). 8 grudnia 1991 Dejan Savićević zdobył z belgradzkim klubem kolejne trofeum, jakim był Puchar Interkontynentalny. W meczu tym Jugosłowianie wygrali z chilijskim CSD Colo-Colo 3:0. Savićević zagrał w tamtym spotkaniu 90 minut.
W „Czerwonej Gwieździe” Savićević grał jeszcze przez jeden sezon, w którym to po raz trzeci z rzędu klub o biało-czerwonych barwach wywalczył tytuł mistrza kraju oraz drugi raz w karierze tamtejszy puchar. W sezonie 1991/1992 rozegrał 22 mecze w lidze i strzelił 5 bramek.

### AC Milan
Latem 1992 zainteresowanie Dejanem Savićeviciem w Europie było ogromne. Do Belgradu wpływały nowe oferty, aż ostatecznie Savićević wybrał tę z Mediolanu, podpisując kontrakt z tamtejszym A.C. Milan. Warto dodać, że Milan interesował się Savićeviciem jeszcze w sezonie 1989/90, gdy Milan wygrał w karnych ze Crveną zvezdą mecz w Pucharze Europy. Jego pierwszy sezon w barwach rosso-nerich nie był udany. Crvena zvezda nie otrzymała żadnych pieniędzy za Dejana Savićevicia, gdyż ONZ nałożyła sankcje na Jugosławię i wszystkie kwoty, które jugosłowiańskie kluby otrzymały na początku lat 90. za swoich piłkarzy, zostały zamrożone. Początkowo Dejan Savićević miał problemy z aklimatyzacją we Włoszech, toteż w całym sezonie rozegrał 10 meczów, zdobywając 4 bramki i w pewnym stopniu przyczynił się do wywalczenia przez mediolański klub tytułu mistrza Włoch. W następnym sezonie Savićević stał się już podstawowym zawodnikiem Milanu. Dejan Savićević błysnął zwłaszcza w Pucharze Europy, w którym Milan najpierw wygrał rozgrywki grupowe, a potem w półfinale pokonał 3:0 AS Monaco. 18 maja 1994 na Stadionie Olimpijskim w Atenach rosso-neri podejmowali Barcelonę. Mecz ten przeszedł do historii, Milan wygrał aż 4:0, a Savićević rozegrał jedno z najlepszych spotkań w swojej karierze. W 47. minucie spotkania zdobył bramkę na 3:0, kiedy to strzałem spod linii autowej przelobował Andoniego Zubizarretę. Był to jego drugi w karierze zdobyty Puchar Europy. Po tym spotkaniu prezes Milanu, Silvio Berlusconi, ochrzcił Dejana Savićevicia przezwiskiem „Il Genio” (Geniusz). Na dokładkę Milan wywalczył także mistrzostwo Serie A, w której Dejan Savićević rozegrał 20 meczów i nie zdobył bramki.
W sezonie 1994/1995 Milan w Serie A grał słabiej niż w poprzednim sezonie. Zajął dopiero 4. miejsce w lidze, Dejan Savićević nie rozegrał dużej liczby meczów, gdyż w drugiej części sezonu pauzował kilka kolejek z powodu kontuzji. Ogółem w całym sezonie zdobył 9 bramek w 19 meczach. Dużo lepiej mediolańczycy spisywali się w europejskich pucharach. Sezon zaczęli od zdobycia Superpucharu Europy, w którym pokonali Arsenal F.C. Także w Lidze Mistrzów szło im dobrze. Savićević powiódł swoich kolegów do trzeciego kolejnego finału tych rozgrywek. Jednak 24 maja 1995 w finale w Wiedniu Savićević nie zagrał z powodu kontuzji i jak się później okazało, było to poważne osłabienie Milanu, który przegrał z Ajaksem Amsterdam 0:1 po golu Patricka Kluiverta w 85. minucie spotkania.
W sezonie 1995/96 Savićević po raz trzeci w karierze sięgnął z Milanem po scudetto. Rozergał wtedy 23 mecze i strzelił 6 bramek dla swojej drużyny. Z Pucharu UEFA mediolańczycy odpadli jednak w ćwierćfinale po dwumeczu z Girondins Bordeaux. Kolejne sezony to już jednak coraz gorsza gra zarówno Savićevicia i jego kolegów. Sezon 1996/97 Milan grał słabo i niemalże do końca sezonu bronił się przed spadkiem. Ostatecznie czerwono-czarni zajęli 11. miejsce z 6 punktami przewagi nad piętnastym w tabeli Cagliari Calcio, które spadło do Serie B. Dejan Savićević znów przez jakiś czas leczył kontuzję i w sezonie pojawił się na boisku 17-krotnie zdobywając 1 bramkę. W sezonie 1997/1998 Dejan Savićević stracił miejsce w składzie i sporadycznie pojawiał się na boisku – zagrał tylko w 8 ligowych meczach, co nieznacznie pomogło Milanowi w zajęciu 10. miejsca, co potwierdziło dwuletni kryzys tego klubu. Po sezonie Savićević zakończył swoją 6-letnią przygodę z Serie A i postanowił nie przedłużać kontraktu z Milanem.

### Końcowe lata kariery piłkarskiej
Od czerwca do stycznia 1999 Savićević pozostawał bez przynależności klubowej i wówczas zdecydował się wrócić do Crvenej zvezdy. Powrót do Belgradu okazał się jednak niewypałem i Savićević rozegrał tylko 3 mecze ligowe, a Crvena zvezda w lidze uległa Partizanowi Belgrad i Obiliciowi Belgrad zajmując dopiero 3. miejsce w lidze, co uważane jest tam za porażkę. Po sezonie Dejan Savićević odszedł do austriackiego Rapidu Wiedeń. W Rapidzie po części odbudował swoją formę i w sezonie 1999/2000 zdołał zdobyć 11 bramek w Bundeslidze w 22 meczach. Rapid zajął wówczas 3. miejsce w lidze. Sezon 2000/2001 był ostatnim w karierze Savićevicia. W Rapidzie zagrał 22 mecze, strzelił 7 goli i wywalczył wicemistrzostwo kraju, a w maju 2001 na skutek kolejnej kontuzji zdecydował się zakończyć swoją piłkarską, pełną sukcesów karierę.

### Kariera klubowa w liczbach
| Sezon     | Klub               | Kraj       | Rozgrywki             | Mecze | Bramki |
| --------- | ------------------ | ---------- | --------------------- | ----- | ------ |
| 1982/1983 | Budućnost Titograd | Jugosławia | Prva liga             | 2     | 0      |
| 1983/1984 | Budućnost Titograd | Jugosławia | Prva liga             | 7     | 1      |
| 1984/1985 | Budućnost Titograd | Jugosławia | Prva liga             | 29    | 6      |
| 1985/1986 | Budućnost Titograd | Jugosławia | Prva liga             | 32    | 10     |
| 1986/1987 | Budućnost Titograd | Jugosławia | Prva liga             | 31    | 9      |
| 1987/1988 | Budućnost Titograd | Jugosławia | Prva liga             | 29    | 10     |
| 1988/1989 | FK Crvena zvezda   | Jugosławia | Prva liga             | 0     | 0      |
| 1989/1990 | FK Crvena zvezda   | Jugosławia | Prva liga             | 25    | 10     |
| 1990/1991 | FK Crvena zvezda   | Jugosławia | Prva liga             | 25    | 8      |
| 1991/1992 | FK Crvena zvezda   | Jugosławia | Prva liga             | 22    | 5      |
| 1992/1993 | A.C. Milan         | Włochy     | Serie A               | 10    | 4      |
| 1993/1994 | A.C. Milan         | Włochy     | Serie A               | 20    | 0      |
| 1994/1995 | A.C. Milan         | Włochy     | Serie A               | 19    | 9      |
| 1995/1996 | A.C. Milan         | Włochy     | Serie A               | 23    | 6      |
| 1996/1997 | A.C. Milan         | Włochy     | Serie A               | 17    | 1      |
| 1997/1998 | A.C. Milan         | Włochy     | Serie A               | 8     | 0      |
| 1998/1999 | FK Crvena zvezda   | Jugosławia | Prva liga             | 3     | 0      |
| 1999/2000 | Rapid Wiedeń       | Austria    | Bundesliga            | 22    | 11     |
| 2000/2001 | Rapid Wiedeń       | Austria    | Bundesliga            | 22    | 7      |
|           |                    |            | Łącznie w Prvej lidze | 205   | 59     |
|           |                    |            | Łącznie w Serie A     | 97    | 20     |
|           |                    |            | Łącznie w Bundeslidze | 44    | 18     |

## Kariera reprezentacyjna
W reprezentacji Jugosławii Savićević zadebiutował 29 października 1986 roku w wygranym 4:0 meczu z Turcją rozegranym w ramach kwalifikacji do Euro 88. Zmienił w drugiej połowie Bośniaka Harisa Škoro. Był to udany debiut, gdyż w końcówce meczu Savićević ustalił wynik spotkania na 4:0.
Swoją pierwszą wielką imprezę w reprezentacji Savićević zaliczył w 1990 roku, gdy został przez selekcjonera Ivicę Osima powołany do 22-osobowej kadry na Mistrzostwa Świata we Włoszech. Na mundialu zagrał już w pierwszym meczu z RFN. Grał jednak słabo podobnie jak jego reprezentacyjni koledzy, został zmieniony w 55. minucie spotkania, a jego Jugosłowianie przegrali ten mecz 1:4. Spowodowało to, że w kolejnych grupowych meczach z Kolumbią i ZEA nie zagrał. Na boisku Dejan Savićević ponownie pojawił się w 55 minucie meczu 1/8 finału z Hiszpanią. Jugosłowianie po 2 golach Dragana Stojkovicia wygrali ten mecz 2:1 po dogrywce. Ćwierćfinałowy mecz z Argentyną Savićević także rozpoczął z ławki rezerwowych. Wszedł na boisko w 66. minucie, mecz zakończył się bezbramkowo po 120 minutach i o awansie do półfinału zadecydowały rzuty karne, które Argentyńczycy wygrali 3:2. Dejan Savićević celnie wykonał jednego z nich przy stanie 1:2 dla Argentyny, ale dwóch kolejnych Jugosłowianie już nie wykorzystali.
Także w 1998 roku Savićević został powołany do kadry na finały mistrzostw świata. Tym razem były to Mistrzostwa Świata we Francji. Dejan Savićević był jednak tylko rezerwowym w kadrze po tym, jak rozegrał słaby sezon w Milanie, dlatego też na mistrzostwach pojawił się dopiero w trzecim meczu grupowym z USA, wygranym 1:0. Jugosłowianie w tak silnym składzie z piłkarzami pokroju Savićevicia, Predraga Mijatovicia, Vladimira Jugovicia czy Dragana Stojkovicia zawiedli jednak na tym mundialu i odpadli w 1/8 finału. Przegrali 1:2 z Holandią, która zajęła ostatecznie 4. miejsce. Savicević pojawił się na boisku w 57. minucie tego spotkania. Ostatni mecz w kadrze rozegrał rok później – 9 października 1999 w zremisowanym 2:2 meczu z Chorwacją, rozegranym w ramach kwalifikacji do Euro 2000. Na same finały, Savićević jednak nie pojechał, gdyż z imprezy tej wyeliminowała go kontuzja, przez co zrezygnował z gry w reprezentacji. Ogółem w kadrze rozegrał 56 meczów i zdobył 25 bramek. Nigdy nie zdobył jednak bramki na wielkiej imprezie.

## Kariera trenerska
Po zakończeniu kariery piłkarskiej Savićević został trenerem. W maju 2001 mianowano go nowym selekcjonerem reprezentacji Jugosławii / Serbii i Czarnogóry. Na stanowisku tym zastąpił Milovana Đoricia, który pracował tylko 3 miesiące. Pomimo tego, że Savićević nie miał żadnego doświadczenia w samodzielnym prowadzeniu drużyny, a drużyna narodowa nie zdołała się zakwalifikować do Mistrzostw Świata 2002, to jego praca była dobrze odbierana przez opinię publiczną.
Z początku Savićević był jednym z trzech członków komisji trenerskiej, która prowadziła kadrę narodową. Oprócz Savićevicia należeli do niej Vujadin Boškov oraz Ivan Ćurković. Pierwszym meczem kadry, który poprowadziła ta trójka, był rozegrany 2 czerwca 2001 kwalifikacyjny mecz z Rosją, zremisowany 1:1. W grudniu 2001 Boškov i Ćurković zrezygnowali z prowadzenia reprezentacji i samodzielnym selekcjonerem został Dejan Savićević. Miał jednak być tylko tymczasowym trenerem do czasu znalezienia odpowiedniego kandydata, gdyż poprzedni kandydat na to stanowisko Dušan Bajević zrezygnował z podjęcia pracy. Savićević pracował więc do czerwca 2003. Drużyna Serbii i Czarnogóry nie osiągała jednak sukcesów, a Savićević wsławił się między innymi kłótnią z Mateją Kežmanem, który tymczasowo zrezygnował z występów w kadrze. Savićević zrezygnował z pracy po kompromitującej porażce 1:2 Serbów i Czarnogórców z Azerbejdżanem w kwalifikacjach do Mistrzostw Europy w Piłce Nożnej 2004. Była to zarazem piąta porażka „Plavich” z rzędu. Za jego kadencji Serbowie wygrali 4 mecze, 11 przegrali i 2 zremisowali, natomiast, podczas gdy Savićević był członkiem komisji trenerskiej, Serbowie wygrali 4 mecze, przegrali 2 i zremisowali kolejne 2.

## Kariera kierownicza i polityczna
Latem 2004 roku, 37-letni Savićević został wybrany prezydentem Czarnogórskiego Związku Piłki Nożnej, działającego w strukturach Związku Piłkarskiego Serbii i Czarnogóry, a od 2006 roku jako niezależnej organizacji Czarnogóry.
Savićević był także gorącym zwolennikiem uzyskania niepodległości przez Czarnogórę. Był jedną z ważniejszych postaci niepodległościowej kampanii zorganizowanej przez Ruch Niepodległej Czarnogóry. Wielokrotnie Savićević wygłaszał przemówienia i był widziany u boku premiera Czarnogóry, Milo Đukanovicia. Twarz Dejana Savićevicia pojawiała się także na billboardach, na których to zachęcała mieszkańców Czarnogóry do oddania głosu na „tak” w referendum dotyczącym niepodległości tego kraju.

## Życie prywatne
Savićević był mężem Valentiny Brajović, z którą rozwiódł się w 2000 roku. Ma z nią dwójkę dzieci.
1 października 2005 został ciężko ranny w wypadku samochodowym na ulicy w Podgoricy. Złamał wówczas obie ręce po tym, jak jego motocykl uderzył w tył poruszającego się samochodu. Dejan Savićević przeleciał kilka metrów i upadł na chodnik. Rehabilitacja trwała około 6 miesięcy.

## Sukcesy
- Puchar Mistrzów: 1991 ze Crveną zvezdą, 1994 z AC Milan
- Puchar Interkontynentalny: 1991 ze Crveną zvezdą
- Superpuchar Europy: 1994 z AC Milan
- Mistrzostwo Jugosławii: 1990, 1991, 1992 ze Crveną zvezdą
- Puchar Jugosławii: 1990, 1992 ze Crveną zvezdą
- Mistrzostwo Włoch: 1993, 1994, 1996 z AC Milan
- Uczestnik MŚ: 1990, 1998 z reprezentacją Jugosławii
- Drugie miejsce w plebiscycie France Football na Najlepszego Piłkarza Europy: 1991